# Фохбург на Дунаву
Фохбург ан дер Донау (њем. Vohburg an der Donau) град је у њемачкој савезној држави Баварска. Једно је од 19 општинских средишта округа Пфафенхофен ан дер Илм. Према процјени из 2010. у граду је живјело 7.128 становника. Посједује регионалну шифру (AGS) 9186158.

## Географски и демографски подаци
Фохбург ан дер Донау се налази у савезној држави Баварска у округу Пфафенхофен ан дер Илм. Град се налази на надморској висини од 371 метра. Површина општине износи 45,2 km². У самом граду је, према процјени из 2010. године, живјело 7.128 становника. Просјечна густина становништва износи 158 становника/km².

## Међународна сарадња
| Мјесто | Држава    | Врста сарадње | Од    |
| ------ | --------- | ------------- | ----- |
|        | Француска | партнерство   | 1973. |
| Извор  |           |               |       |